# Misál kuvaiti emír
Misál el-Ahmad el-Dzsáber esz-Szabáh (arab: مشعل الأحمد الجابر الصباح) 1940. szeptember 27.) 2023. decembere óta Kuvait emírje. Az esz-Szabáh család tizenhetedik emírje. 
Az élete nagy részét Kuvait biztonsági és hírszerző apparátusában töltötte. Mielőtt 83 évesen emír lett, ő volt a világ legidősebb koronahercege.